# 中型鐵路系統

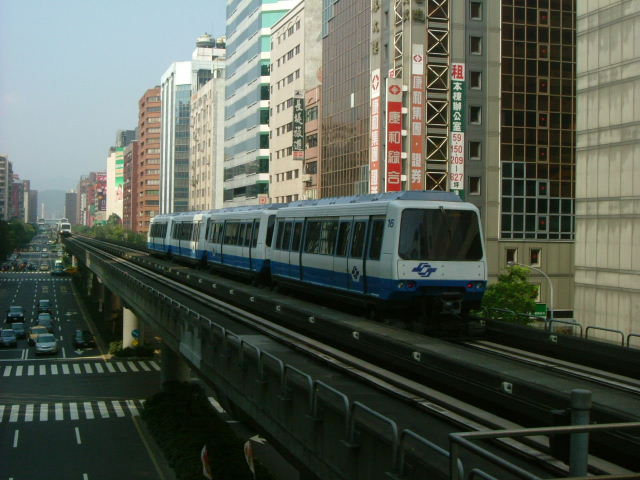
台北捷運文湖線

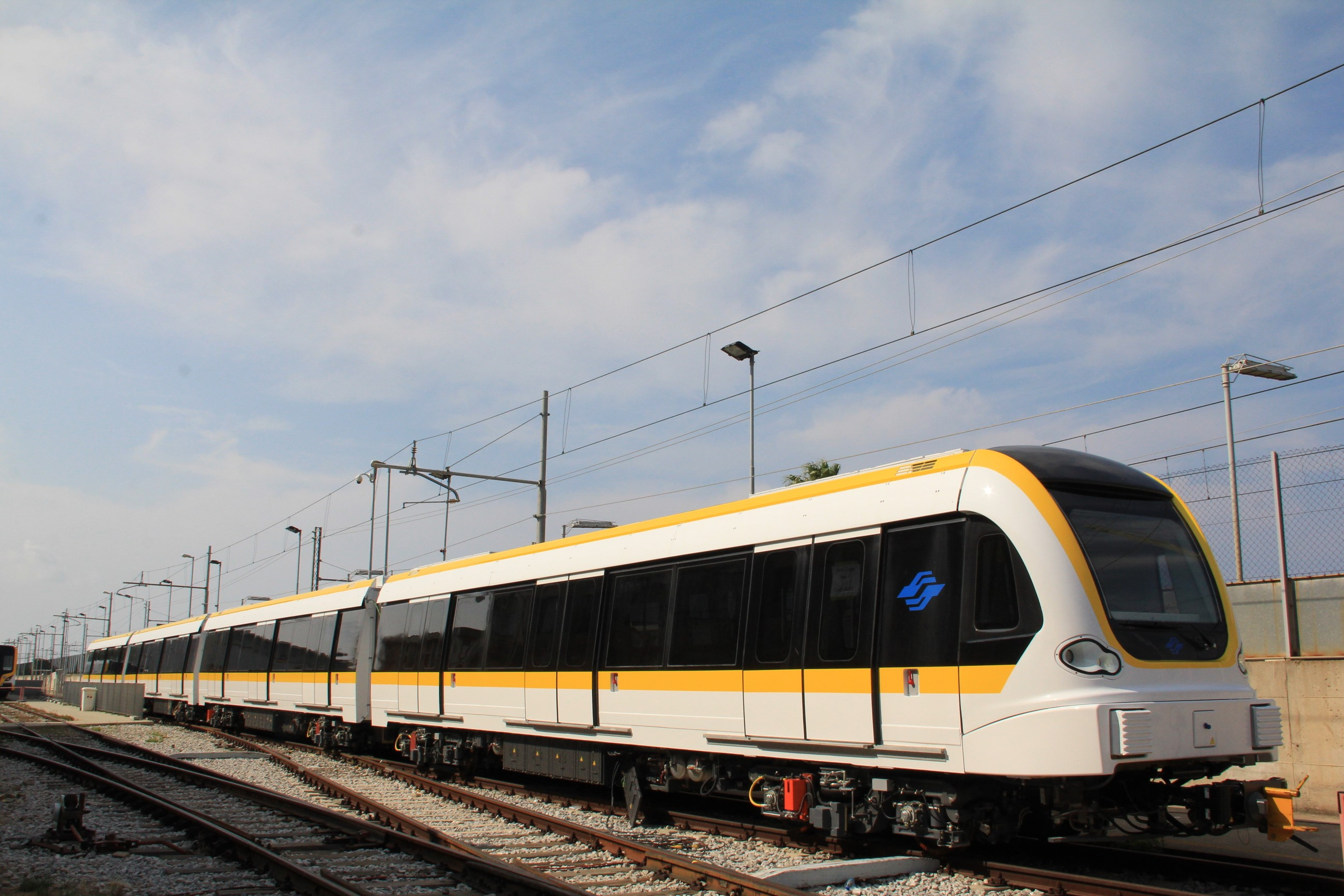
台北捷運環狀線 (台北捷運)

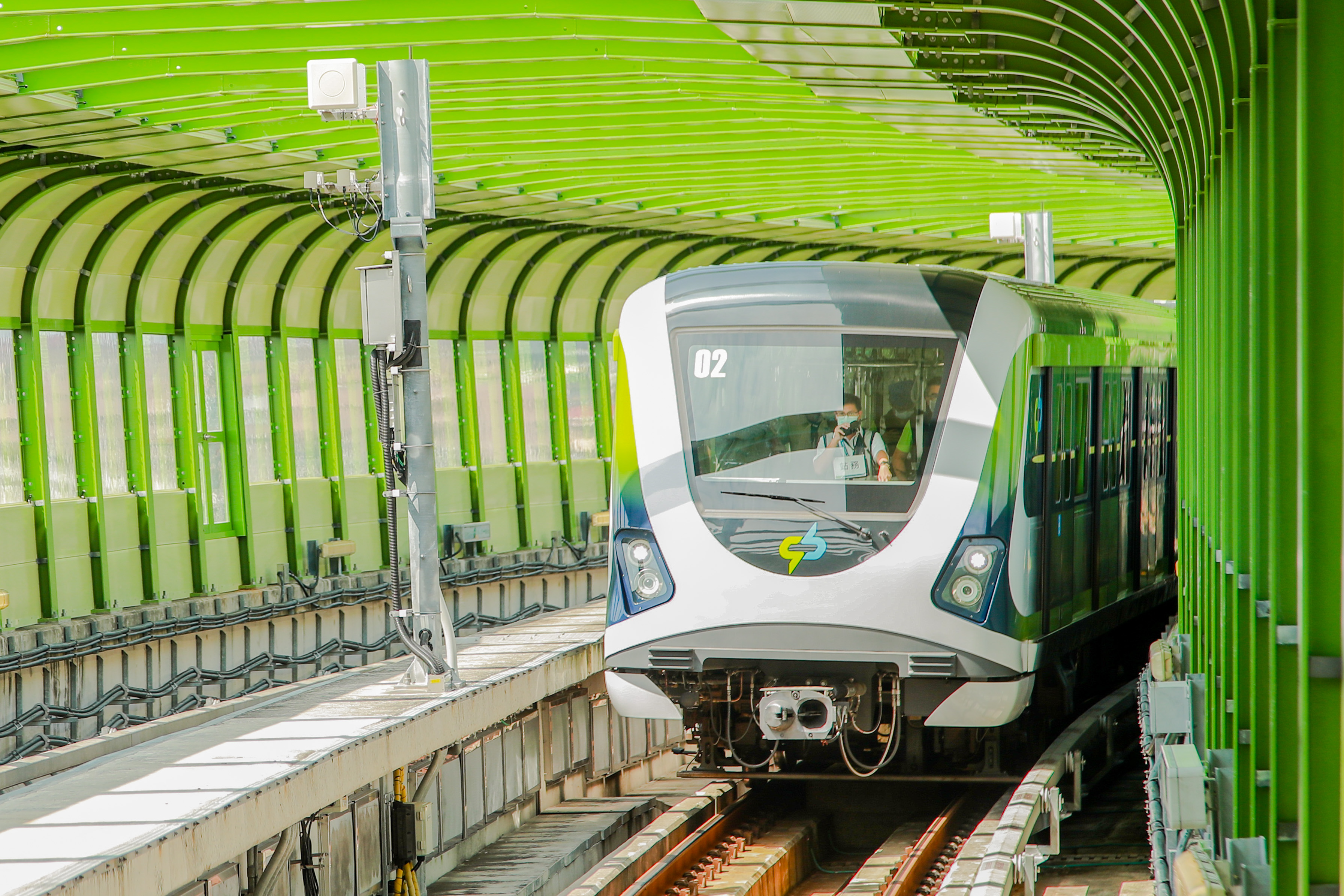
台中捷運綠線

中型鐵路系統，又稱、中量軌道輸送系統（日語：中量軌道輸送システム）、輕軌地鐵或輕地鐵 （英語：Light metro），是規模介於重型鐵路和輕軌運輸之間的一種鐵路系統。中型鐵路系統通常使用於對城市軌道交通系統有一定需求，但人流或地形又未必適合使用重型鐵路系統而興建。但不同於輕軌，中型鐵路系統一定會有獨立路軌，而且路程一般會較輕軌為長。列車設計方面，一般較重型鐵路系統小，通常只有四至六節車廂。車輪方面，列車可採用鋼輪或膠輪；前者方便升級重型鐵路，而後者可使鐵路的定線設計更為靈活，亦可稱自動導軌系統（AGT）。而較短的月台亦降低車站的建造及維修成本。

## 定義
目前，中型鐵路系統並沒有一個確切的定義，在不同國家或地區之意思或許會有些許不同：
如在韓國，「／ gyeongjeoncheol ?」實際上是指「除重型運輸系統以外的任何鐵路運輸」，通行能力介於公共汽車運輸與重軌之間。一些術語之概念和中型鐵路類似：準地鐵、輕級捷運、輕軌捷運、輕快鐵、新交通系統等
在香港，中型鐵路系統的載客量為20,000人次。
在台灣，交通部則定義為每小時單方向可運送6,000人至20,000人，並分類為中運量系統。
俄羅斯莫斯科地铁L1号线（每小時6,700人次）稱為，即「輕級捷運」之意；西門子公司的全自動捷運系統VAL亦用了同義的「light metro」定位自己的載客級別（每小時最多30,000人次）
比一般中運量系統運能較低的系統可視為輕軌捷運系統（英語：Light rail rapid transit，LRRT 或 ），但這個詞並非對此類型鐵路的普遍稱呼。部份系統被直接取名為輕軌或LRT，但仍和輕軌運輸（像LRRT擁有獨立路權）有較大之區別及一般中運量系統(MCT)不同。如韓國的輕電鐵、馬來西亞的輕快鐵（LRT）、澳門的澳門輕軌（MLRT）。